# Orthoperus atomarius
Orthoperus atomarius é uma espécie de insetos coleópteros polífagos pertencente à família Corylophidae.
A autoridade científica da espécie é Heer, tendo sido descrita no ano de 1841.
Trata-se de uma espécie presente no território português.